# Fatuma Abdulkadir Adan
Fatuma Abdulkadir Adan   (Marsabit, 1978) és una advocada i ambaixadora de la pau kenyana. Va ser una de les receptores del Premi de Pau de Stuttgart.

## Vida
El pares d'Adan provenien de dues tribus enemigues de Marsabit, Kenya del nord. Després de cursar el seus estudis de dret va retornar al seu poble per tal de promoure la pau entre les tribus en guerra Borana Oromo, Gabra i Rendille. L'any 2003 va fundar la ONG Iniciativa pel desenvolupament de la banya d'Àfrica que fomenta la pau i defensa el dret a l'educació del poble kenià.
A través de Iniciativa pel desenvolupament de la banya d'Àfrica, Adan va ser la promotora de la iniciativa "Shoot to score, not to kill" (Xuta (o dispara) per marcar, no per matar) que utilitza el futbol per encoratjar els joves kenyans en la defensa per pau.
Iniciativa pel desenvolupament de la banya d'Àfrica treballa principalment sobre quatre eixos: defensa jurídica, educació, sostenibilitat econòmica i Inter-Cohesió ètnica.A través d'aquesta ONG es va començar un programa anomenat "Trenca el Silenci" que defensa quatre aspectes necessaris per promoure l'emancipació: Ser un mateix, estar sa, estar empoderat i tenir nocions bàsiques sobre finances. Fatuma Adan fou l'any 2015 la primera dona africana en ser escollida membre del streetfootballworld, entitat que treballa amb el futbol de carrer com a eina de transformació social. A més a més, el 2017 va ser nomenada membre de la Junta dels Objectius Globals de la Copa Mundial.
El gener de 2011, Adan va rebre el Premi de Pau de Stuttgart per la seva feina combinant el futbol amb l'emancipació i, el 2013, va ser convidada a parlar sobre la feina de la seva organització Iniciativa pel desenvolupament de la banya d'Àfrica a les Xerrades de Pau de Ginebra el 20 de setembre. Aquestes xerrades van ser organitzades per les Nacions Unides en relació amb el Dia Internacional de Pau.